# Jean-Philippe Béja
Œuvres principales
La philosophie du porc et autres essais
Jean-Philippe Béja (né en 1949) est un universitaire directeur de recherche au CNRS (CERI), sinologue, politologue, spécialiste de la Chine, écrivain, journaliste et traducteur français.

## Biographie
Jean-Philippe Béja est diplômé de l'Institut d'études politiques de Paris (IEP), de l'université Paris VII (chinois), du Centre de formation des journalistes (CFJ), de l'université du Liaoning (littérature chinoise) et a obtenu un doctorat en études asiatiques à l'université Paris VII.
Entré au Centre d'études et de recherches internationales en  1975, il est directeur de recherche au CNRS.
En 1991, il participa à une conférence réunissant des journalistes à l'Assemblée nationale pour la célébration de l'année internationale du Tibet.
Il est directeur scientifique du Centre d'études français sur la Chine contemporaine (à Hong Kong) de 1993 à 1997.
Cofondateur de Perspectives chinoises, il en fut directeur de la rédaction, et  est actuellement membre de son comité de rédaction.
Il dirige des thèses à Sciences Po et à l'École des hautes études en sciences sociales (EHESS), à Paris.
Ses travaux portent sur les rapports entre les citoyens et le pouvoir en République populaire, en particulier sur le mouvement pour la démocratie. Il a également écrit sur la vie politique à Hong Kong.

## Publications

### Évolution du régime politique
- À la recherche d’une ombre chinoise. Le mouvement pour la démocratie en Chine (1919-2004), Paris, Le Seuil, 2004, 262 p.
- Présentation et traduction (en collaboration) de Zhang Liang, Les archives de Tiananmen, Paris, Le Félin, 2004.
- Dossier « Vingt-cinq ans de réforme en Chine : révolution économique, conservatisme politique » (avec Jean-François Huchet), Esprit, février 2004.
- « Vers l’émergence d’un national-confucianisme ? », in Marie-Claire Bergère (dir.), Aux origines de la Chine contemporaine, Paris, L’Harmattan, 2002.
- « Chine : Le difficile combat de la société pour la démocratie », Prologues (Casablanca), 22-23, été-automne 2001.
- « A country in transition : the Chinese road to...? », China Perspectives, 16, mars-avril 1998.
- Le tremblement de terre de Pékin avec Michel Bonnin et Alain Peyraube, préface de Simon Leys, Gallimard, 1991, 589 p.[8]

### Les intellectuels et le pouvoir
- Traduction et présentation d'ouvrages de Liu Xiaobo, La philosophie du porc et autres essais, Gallimard, 24/03/2011,  (ISBN 9782070132508).
- "The critical intellectuals’ waning role in the 21st Century", Shanghai, Shanghai Shehui kexueyuan chubanshe, automne 2004.
- "Gonggong zhishifenzi de shehui jiaose 公共知识分子的社会角色" (Le rôle social des intellectuels publics), Twenty first Century bimonthly, 81, février 2004, Hong Kong, en chinois.
- "The Responses of Intellectuals to the Challenges of the Twenty-first Century in China" (avec Jean-Pierre Cabestan, dir.), Contemporary Chinese Thought, numéro spécial, 1re partie / été 2003, 2e partie / automne 2003.
- "Forbidden Memory, Unwritten History—The Difficulty to Structure an Opposition Movement in China", New Century Net (Monterey, California), 4 août 2003.

### La Chine et le monde
- Comment jouer dans la cour des grands, Universalia 2004.
- "La position de la Chine après le 11 septembre", in L’évolution des relations internationales depuis le 11 septembre 2001, Les annales de la coopération franco-ukrainienne, 3, 2003 (en français et en ukrainien).
- "The Fly in the Ointment ? Chinese Dissent and US-China Relations", The Pacific Review, 16 (3), septembre 2003.
- "La politique étrangère de la Chine depuis Tian’anmen ou comment rivaliser avec les États-Unis", Esprit, décembre 2001.

### Communauté de Wenzhou en France
- "Un exemple de communauté émigrée : les Chinois de Wenzhou", in Isabelle Attané (dir.), "La Chine au seuil du XXIe siècle", Les cahiers de l'INED, Paris, 2002.
- "Wenzhou ren zai Bali : yige dutede rongru moshi 温州人在巴黎：一个独特的融入模式" ("Les ressortissants de Wenzhou à Paris : un modèle particulier d'intégration"), avec Chunguang Wang, Zhongguo Shehui Kexue (Sciences sociales de Chine), 6, nov.-décembre 1999.
- "Un village du Zhejiang à Paris ?", avec Chunguang Wang, Hommes et migrations, 1220, juillet-août 1999.

### Émergence de nouvelles classes sociales: les mingong
- "How Social Strata Come to Be Formed", avec M. Bonnin, X. Feng et C. Tang, China Perspectives, 23, mai-juin 1999 / "Comment apparaissent les couches sociales", avec M. Bonnin, X. Feng et C. Tang, Perspectives chinoises, 52, mars-avril 1999.

### Vie politique à Hong Kong
- "Hong Kong en liberté surveillée", Politique internationale, 94, hiver 2001-2002.
- "Hong Kong", Encyclopedia universalis, CD Rom, 1999.
- "A Country in Transition : the Chinese Road to....?", China Perspectives, 16, mars-avril 1998.
- "Hong Kong's role as Off-Shore Political Haven", China Perspectives, 12, juillet-août 1997.
- "Hong Kong en transition", Problèmes politiques et sociaux, 785, Paris, La documentation française, 30 mai 1997, 79 p.

## Vidéos
- 1. Les intellectuels et le pouvoir dans la Chine des réformes Conférence donnée à l'Université de Montréal - Printemps 2006
- 2. Le Parti communiste chinois : comment arrive-t-il encore à faire tenir le pays ? Conférence donnée à l'Université de Montréal - Été 2006